# Пономарчук, Наталья Борисовна
Наталья Борисовна Пономарчук (род. 1969) — украинский дирижёр, заслуженный деятель искусств Украины. Лауреат Национального конкурса дирижёров имени Стефана Турчака (1998), победитель Всеукраинского открытого рейтинга популярности «Колесо фортуны» в номинации «Лучший молодой дирижер». В 2001 году удостоена почётного звания «Заслуженный деятель искусств Украины».
Входит в число наиболее востребованных оркестровых дирижёров на Украине. За дирижёрский пульт Национального Наталия Пономарчук впервые стала во время государственного экзамена в Национальной музыкальной академии им. П. И. Чайковского, который одновременно стал и вступительным в мир профессионального дирижёрского искусства.
Выпускница Национальной музыкальной академии Украины по классу оркестрового дирижирования (1997), где училась под руководством Аллина Власенко.
Дипломант II Международного конкурса дирижёров им. Прокофьева (Санкт-Петербург, 1996).
Часто гастролирует с крупнейшими симфоническими оркестрами своей страны. В течение многих лет она успешно сотрудничает с такими коллективами, как Национальный Одесский филармонический оркестр и Академический симфонический оркестр INSO-Львов Львовской филармонии.

## Биография
Родилась в Киеве. Окончила Киевское музыкальное училище (1988) и Национальную музыкальную академию Украины (1997) в качестве дирижёра в классе профессора Аллина Власенко.
С 1996 по 1998 гг. — дирижёр оркестра Национальной радиокомпании Украины, выступления которого транслировались по национальным телевизионным каналах Украины. Осуществила аудио и видео записи на Польском радио.
Высокие профессиональные качества и широкий репертуар принесли Пономарчук звание Заслуженного артиста Украины (2001).
С 2003 года — руководитель и главный дирижёр Академического симфонического оркестра Днепропетровской филармонии.
С 2007 по 2009 гг. — дирижёр Национального ансамбля солистов «Киевская камерата». Выступала в качестве дирижёра на Международных фестивалях, проходящих на Украине, в частности, таких как «КиевМузикФест», «Киевские летние музыкальные вечера», «Музыка молодости», «Контрасты» и тому подобные.
С 2009 года также является вторым дирижёром Национального симфонического оркестра Украины. Часто выступает приглашённым дирижёром с Одесским филармоническим оркестром и Академическим симфоническим оркестром «INSO-Львов». Перед переездом в Днепропетровск была художественным руководителем и главным дирижёром Луганского академического симфонического оркестра (1997—2003).
В 2012 году в Испании дебютировала как балетный дирижёр, представив «Лебединое озеро» и «Щелкунчик» П. И. Чайковского в Королевском театре в Мадриде, в Конференц-центре и концертном зале Еускалдуна в Бильбао, во Дворце оперы в Ла- Коруньи .

## Карьера
В качестве гостевого дирижёра в рамках гастрольных турне по Европе выступала в таких концертных залах, как Театро Реал, аудитория Насиональ, Театро Зорзуела (Мадрид, Испания), Дворец Музыки Каталонии (Барселона, Испания), Театро Колонь (Корунья, Испания), Дворец искусств Королевы Софии (Валенсия, Испания), Конференц Центр и Концерт-холл (Бильбао, Испания), Курсаал (Сан-Себастьян, Испания), аудитория где Галиция (Сантьяго, Испания), Театро Монументаль (Лиссабон, Португалия), Касса да Мусик (Порту, Португалия), Сала Верди консерватории (М Илан, Италия), Конгресс-холл (Варшава, Польша), Большой зал Санкт-Петербургской филармонии, Зал им. Чайковского Московской государственной филармонии (Россия), Мегарон (Греция), Симфонический оркестр Тиранский радио (Албания).
Сотрудничает со многими всемирно известными солистами, среди которых пианист Вадим Руденко, виолончелист Александр Князев, скрипач Цянь Чжоу.
Географический охват концертной деятельности Натальи Пономарчук выходит далеко за пределы Европы. Она сотрудничала с Оркестром украинской музыкальной академии в Чонгкинг (Китай), Симфоническим оркестром г. Билькент, Симфоническим оркестром г. Анкара (Турция), Симфоническим оркестром Мичоакан в Морелии (Мексика), Симфоническим оркестром Эстадо к Эспирито Санто (Бразилия).
На протяжении своей дирижёрской карьеры Наталья сделала многочисленные аудио и видео записи как на Украине, так и за рубежом.

## Сцены
Выступала в престижных концертных залах:
испанских:
- испанский Королевский театр,
- Национальная музыкальная аудитория и Театр сарсуэлы в Мадриде,
- Дворец каталонской музыки в Барселоне, Театр Колон в Ла-Корунье,
- Дворец искусств имени Королевы Софии в Валенсии,
- Конференц-центр и концертный зал Еускалдуна в Бильбао,
- Kursaal в Сан-Себастьяне,
- Концертный зал Галисии в Сантьяго-де-Компостела;

португальских
- Teatro Monumental в Лиссабоне,
- Дом музыки в Порту;

- Миланская консерватория имени Джузеппе Верди в Италии,
- варшавский Зал конгрессов в Польше.

## Отзывы
Иранский композитор и дирижёр Александр рахбара [ru] поделился своими впечатлениями от работы Натальи:
"Прослушав много профессиональных записей и посмотрев разные записи госпожа Пономарчук, я должен сказать, что госпожа Пономарчук — это талантливый т серьезный дирижер. Она имеет мощный потенциал и способность работать с разнообразным репертуаром и различными оркестрами ".
"Наталия Пономарчук — явление действительно редкое. Несмотря на свою молодость, она является дирижером международного уровня. Ее уникальное искусство определяет железная дисциплина игры, мощная энергетика, умение глубоко проникнуть в творческий замысел музыки как в прошлом, так и настоящего. Поэтому каждый из современных украинских композиторов хочет, чтобы его произведения звучали именно в ее исполнении ". (Композитор Евгений Станкович)

## Награды
- Заслуженный деятель искусств Украины
- Лауреат Национального конкурса дирижёров имени Стефана Турчака